# Тіне
Тіне (перс. تينه) — село в Ірані, у дегестані Ларіджан-е Софла, у бахші Ларіджан, шагрестані Амоль остану Мазендеран. За даними перепису 2006 року, його населення становило 27 осіб, що проживали у складі 11 сімей.

## Клімат
Середня річна температура становить 8,69°C, середня максимальна – 23,91°C, а середня мінімальна – -7,66°C. Середня річна кількість опадів – 216 мм.
| Клімат поселення                              | Клімат поселення | Клімат поселення | Клімат поселення | Клімат поселення | Клімат поселення | Клімат поселення | Клімат поселення | Клімат поселення | Клімат поселення | Клімат поселення | Клімат поселення | Клімат поселення | Клімат поселення |
| Показник                                      | Січ.             | Лют.             | Бер.             | Квіт.            | Трав.            | Черв.            | Лип.             | Серп.            | Вер.             | Жовт.            | Лист.            | Груд.            |                  |
| Середній максимум, °C                         | 2,60             | 3,26             | 6,06             | 12,41            | 17,44            | 21,86            | 23,91            | 23,85            | 20,69            | 15,31            | 9,40             | 4,37             |                  |
| Середня температура, °C                       | −2,54            | −1,88            | 0,92             | 7,29             | 12,30            | 16,74            | 19,58            | 19,50            | 16,36            | 10,96            | 5,08             | 0,02             |                  |
| Середній мінімум, °C                          | −7,66            | −7               | −4,2             | 2,15             | 7,17             | 11,61            | 15,22            | 15,16            | 12,01            | 6,62             | 0,74             | −4,32            |                  |
| Норма опадів, мм                              | 24               | 26               | 40               | 30               | 27               | 8                | 6                | 3                | 3                | 14               | 16               | 19               |                  |
| Середньомісячна швидкість вітру, м/с          | 1.34             | 2.18             | 2.75             | 2.97             | 2.23             | 1.94             | 1.96             | 1.89             | 1.80             | 1.98             | 1.83             | 1.31             |                  |
| Середньомісячна сонячна радіація, кДж/м²·день | 9254             | 11853            | 14441            | 17867            | 21305            | 24969            | 24759            | 22836            | 19512            | 14473            | 10818            | 8881             |                  |
| --------------------------------------------- | ---------------- | ---------------- | ---------------- | ---------------- | ---------------- | ---------------- | ---------------- | ---------------- | ---------------- | ---------------- | ---------------- | ---------------- | ---------------- |
| Джерело:                                      |                  |                  |                  |                  |                  |                  |                  |                  |                  |                  |                  |                  |                  |